# Catfish and the Bottlemen
Catfish And The Bottlemen — британская инди-рок группа, основанная в 2007 году в Уэльс, городе Лландидно. Их дебютный альбом The Balcony достиг десятой строчки в UK Albums Chart, и получил платиновый статус 30 декабря 2016 года. Группа гастролировала в Южной Америке, Японии, Великобритании, Европе, Северной Америке, а так же участвовали в ряде фестивалей, включающих в себя: Lollapalooza, Glastonbury, Latitude, Community Festival, Reading and Leeds, T in the Park, Governors Ball, All Points East и Bonnaroo. Группа также являлась хедлайнерами фестиваля Trnsmt в Глазго 13 июля 2019 года. Они выиграли Brit Awards 24 февраля 2016 года. Выход второго альбома группы The Ride состоялся 27 мая 2016 года, и достиг первой строчки в UK Albums Chart. С момента релиза альбома было продано более 100 тысяч дисков. 26 апреля 2019 года состоялся выход третьего альбом The Balance и занял вторую строчку в UK Albums Chart.

## История
Ранние годы
Catfish And The Bottlemen (сокр. catb), известные ранее как «The Prestige», сформировались в апреле 2007 года. Ван вместе с Билли Бибби играл на гитаре. Вскоре к ним присоединились Бенджамин Блэйкуэй и Джон Барр. Билли также давал уроки Вану и Бенджи по игре на гитаре. Группа добивалась известности, играя в парках после концертов знаменитых артистов.